# Лівонська війна
Ліво́нська війна́ — у 1558–1583 роках велика війна східноєвропейських і скандинавських держав за контроль над Лівонією. Відбувалася на території сучасних Естонії, Латвії, Білорусі та Росії. Учасниками війни були Московське царство, Лівонська Конфедерація, Велике Князівство Литовське і Руське  (з 1569 року — Річ Посполита), Союз Королівств Данії та Норвегії, а також Королівство Швеція.
Війна почалася в січні 1558 року з нападу Московії на Лівонську конфедерацію і захоплення Дерпта, Нарви та інших міст. Майже одночасно, 1561 року, до північної Лівонії вторглися шведи, які заснували в ній Естонське герцогство. Члени конфедерації виявилися неспроможними зупинити загарбників й 1561 року уклали Віленську унію з Великим князівством Литовським і Руським. За умовами цього союзу Велике князівство Литовське і Руське вступило у війну на боці лівонців. Замість конфедерації створювали протекторати — Лівонське герцогство і Герцогство Курляндії і Семигалії.
Внаслідок підписання литовсько-лівонського союзу Московське царство розпочало наступ на Велике Князівство Литовське і Руське  й 1563 року захопило Полоцьк. Під тиском ворога Велике Князівство Литовське і Руське  було змушене укласти 1569 року Люблінську унію з Польським королівством, об'єднавшись у конфедерацію - Річ Посполиту. Московія, намагаючись закріпити свої успіхи в Лівонії, 1570 року створила на завойованих землях власний протекторат — Лівонське королівство. Того ж року проти Московського царства виступила Швеція й завдала йому поразок на московській території.
1578 року союзне польсько-литовсько-русько-шведське військо розбило московську армію у битві під Венденом, внаслідок якої Москва втратила наступальну ініціативу у війні. Союзники вторглися у володіння супротивника й взяли в облогу Псков. 1582 року цар Іван Грозний здався Речі Посполитій на умовах Ям-Запольського миру та відмовився від усіх завоювань у Лівонії та Полоцьку. 1583 року Москва підписала Плюсський мир зі шведами, які отримали Інгрію та північну Лівонію з Естонським герцогством. Внаслідок війни припинила існування Лівонська конфедерація, землі якої опинилися розподіленими між Річчю Посполитою, Швецією та Данією-Норвегією. Річ Посполита і Швеція поступово стали лідерами регіону, а Московське царство вступило в період тривалої політично-економічної кризи та смутні часи.

## Передумови

### Довоєнна Лівонія

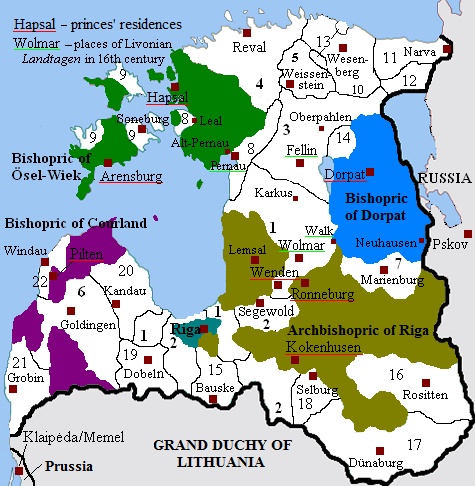
Лівонія напередодні війни:
Лівонський орден
Ризьке архієпископство
Курляндське єпископство
Езель-Віцьке єпископство
Дерптське єпископство
Рига

Станом на середину XVI століття Лівонія була економічно розвиненим, але політично дуже нестабільним і релігійно строкатим регіоном. Її незалежні світські й духовні політії утворювали так звану Лівонську конфедерацію, що перебувала під номінальним патронатом імператора Священної Римської імперії та Папи Римського. До цього союзу входили власне Лівонський орден (Лівонський відділ Тевтонського Ордену), князівства-єпископства Дерпту, Езеля-Віка і Курляндії, а також Ризьке архієпископство та вільне місто Рига. Численні лицарські маєтки і міста конфедерації, такі як Дерпт і Ревель (Таллінн), мали широкі самоврядні права й були майже самостійними. Єдиною адміністративною установою, що об'єднувала усі лівонські політії, була загальна Крайова рада, відома під назвою ландтаг.
Політична роздробленість робила конфедерацію вразливою до атак ззовні, а постійна боротьба між архієпископом Риги та магістром Лівонського ордену за верховенство у регіоні ослаблювала її зсередини. Більшість ченців-лицарів ордену лишалася вірною римо-католицькій церкві, проте в самому ордені зрів релігійний розкол, спричинений поширенням в 1520-х роках реформаційних ідей та лютеранства. Таким чином, напередодні війни Лівонія не становила потужної сили, її роздирали внутрішні чвари, вона не мала ні належного захисту, ні підтримки, за винятком густої мережі укріплених замків і фортець. Край оточували монархії, що переслідували винятково свої експансіоністські плани — Московське царство, Швеція, Данія-Норвегія, Литва і Польща
Лівонія не мала потужної військово-політичної організації. Магістр Лівонського ордену, його обласні голови, лицарі й власники маєтностей належали до дрібної німецької шляхти. Охороняючи свої привілеї, вони перешкоджали появі лівонської магнатерії або монархічного інституту. Лише архієпископ Риги спромігся подолати шляхетську анархію і посилити вертикаль влади у своїх володіннях. Ризький архієпископ Вільгельм та його коад'ютор Христоф фон Макленбург намагалися створити спадкове Лівонське герцогство за прусською моделлю. Вони обидва отримали посади за допомоги Альбрехта Прусського, колишнього великого магістра Тевтонського Ордену, який секуляризував орденські володіння в Пруссії і заснував 1525 року світське герцогство. Архієпископу і коад'ютору протистояв Лівонський орден, який виступав за «відновлення» орденської організації в Пруссії. Він був противником секуляризації та ідеї створення герцогства.

### Сусіди Лівонії
Напередодні Лівонської війни північноєвропейські міста Ганзейської унії втратили монополію на прибуткову торгівлю в Балтійському морі. Вони були змушені ділити цей ринок із європейськими найманими флотами, переважно з голландських Сімнадцяти провінцій і Франції. Ганзейські кораблі поступалися тогочасним військовим суднам. Унія була неспроможна утримувати великі військово-морські сили через занепад торгівлі, тому лівонські члени Ганзи — Рига, Ревель, а також їхній торговельний партнер Нарва лишилися без належного захисту. Наймогутнішою силою на теренах Балтійського моря середини XVI століття був флот королівства Данії і Норвегії. Він контролював вхід до моря через Данські протоки, зокрема Ересунн, збирав із купців зундське мито й утримував стратегічно важливі балтійські острови — Борнгольм і Готланд.
Швеція мала дуже обмежений доступ до торгівлі на Балтійському морі. Її стримували данці на півдні та нестача власних портів, які б не замерзали впродовж цілого року. Тим не менш, шведська королівська скарбниця збагачувалася завдяки контактам із заможними лівонськими містами. Шведи експортували через фінську затоку залізо, деревину і, насамперед, цінну мідь. У першій половині XVI століття Шведське королівство мало наміри підкорити Лівонію. Проте ці плани були перекреслені московсько-шведською війною 1554–1557 років, що завершилася Новгородським перемир'ям.

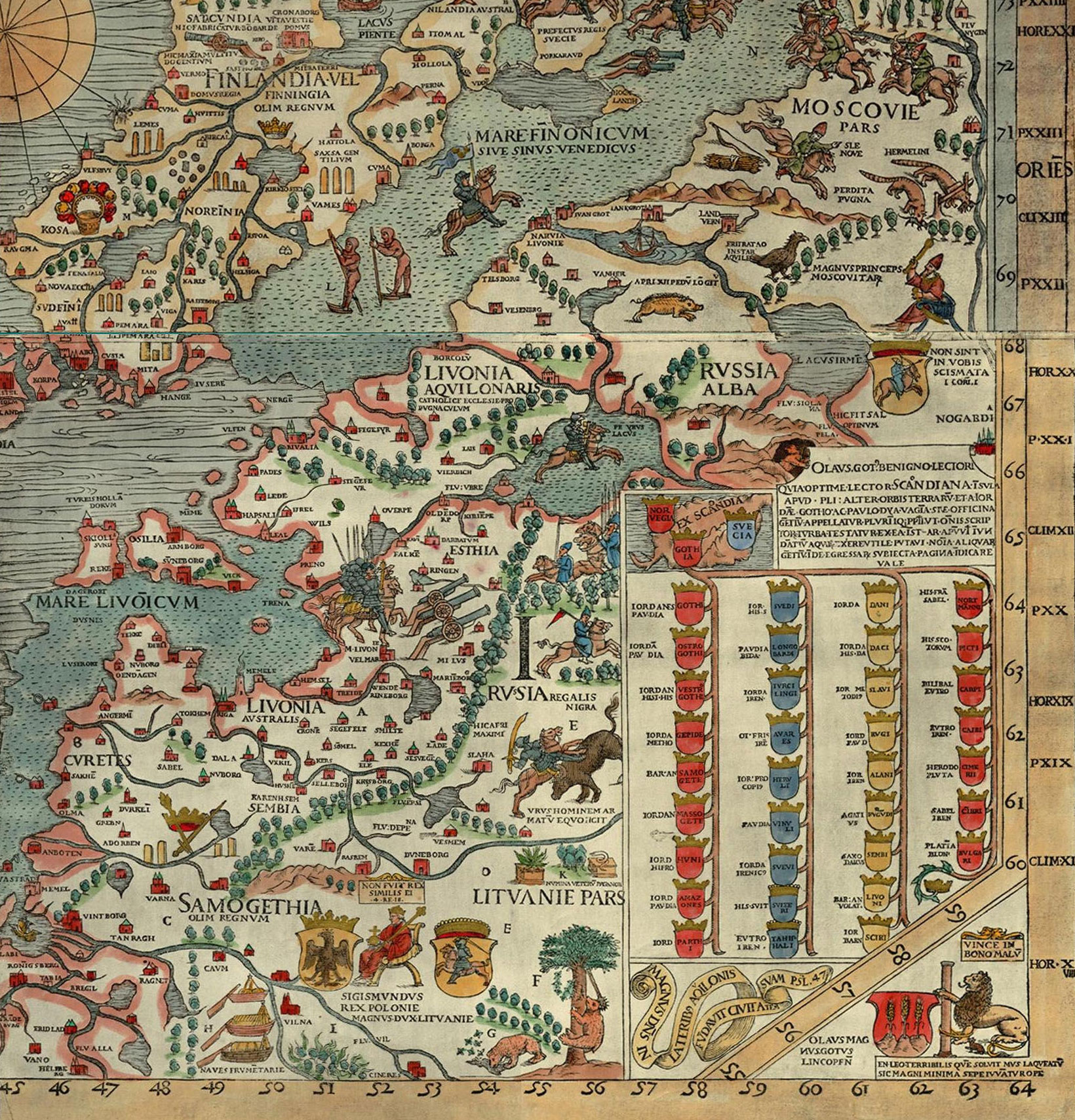
Фрагмент Carta Marina — мапи Північної Європи та Балтійського моря (1539).

 Східним сусідом Лівонської конфедерації було Московське царство. Воно постало у 1480 році на основі північно-східних руських князівств, раніше залежних від Золотої Орди, й проводило експансивну політику. 1478 року московити захопили Новгородську республіку, а 1510 року підкорили Псков. 1547 року московський князь Іван Грозний прийняв титул царя. Він заволодів Казанським (1552) і Астраханським ханствами (1556), а також долучив до своїх володінь колишню Велику Орду (1556). Московське царство було ізольованим від європейської торгівлі. Хоча воно й володіло значною частиною східного і південного узбережжя Фінської затоки, вимагались значні зусилля для його облаштування, будівництва гаваней, верфей і доріг до них, що не надто вабило монарха. Іван Грозний, зацікавлений у імпорті новітнього західного озброєння, а також створенні торгового шляху до Каспійського моря, вибрав легший шлях — підкорення Лівонії, яка вже мала налагоджені інфраструктуру й мореплавство.
1492 року московити спорудили на правому березі річки Нарва, біля кордону з Лівонією, фортецю Івангород. Планувалося, що вона стане осередком торгівлі Московії на Балтійському морі, але через бойкот лівонських купців та мілководність порту місто не розвивалося. Тоді 1554 року Іван Грозний поставив вимогу Лівонській конфедерації сплатити йому данину у розмірі 6 тисяч марок (колишня данина Дерптського єпископства незалежному Пскову з 1504 року). Лівонці не зробили цього, хоча обіцяли виплатити її до 1557 року. Цар став погрожувати Лівонії війною у випадку подальшої несплати, а також вимагав розірвання лівонських договорів з Литвою і Швецією. Зрештою, безплідні переговори зайшли в глухий кут, й військове вирішення конфлікту, до якого Москва готувалася заздалегідь, стало невідворотним.
Московська експансія турбувала Сигізмунда ІІ Августа, польського короля й великого князя литовського і руського. Перехід Лівонії під владу Москви означав не лише її політичне домінування в регіоні, а й втрату литовцями торгових шляхів до Балтики. В Лівонії Сигізмунд ІІ підтримував свого кузена Вільгельма, ризького архієпископа, у його боротьбі з Вільгельмом фон Фюрстенбергом, магістром Лівонського ордену. Король сподівався, що Лівонія, так само як і Прусське герцогство на чолі з герцогом Альбертом, стане васалом Польщі. Ризький архієпископ не мав достатньої підтримки в Лівонії й був змушений покладатися на сили ззовні. Серед його лівонських прибічників був маршал Ордену Яспер фон Мюнстер. Разом із ним архієпископ таємно планував атакувати своїх опонентів в квітні 1556 року, залучивши литово-пруську військову підмогу.
Проте Сигізмунд ІІ вагався, побоюючись, що у випадку його відсутності московити завдадуть удару по Київському воєводству. Тим часом магістр Ордену Фюрстенберг дізнався про плани архієпископа й в червні 1556 року захопив його цитаделі Кокенгузен і Ронненбург. Маршал Яспер втік до Литви, але архієпископа та його коадютора полонили і ув'язнили в Адзелі й Трейдені. Внаслідок цього померанські герцоги, король Данії та Норвегії Христіан ІІІ, імператор Священної Римської імперії Фердинанд І та його васали вислали дипломатів з петицією звільнити полонених. Планувалося, що вирішення конфлікту відбудеться 1 квітня 1557 року в Любеку, але угода була зірвана через сварки між литовськими і данськими послами. Під приводом того, що син магістра Лівонського Ордена вбив польського посла, Сигізмунд ІІ Август вислав до Лівонії 80-тисячне військо, яке захопило частину орденських земель на півдні краю. У вересні 1557 року, в Позволі, він змусив лівонські ворогуючі партії архієпископа і магістра примиритися. Вони підписали Позвольський договір, що створив наступально-оборонний союз із Польсько-Литовською Співдружінстю. Цей союз підштовхнув Московське царство до розв'язання Лівонської війни.
| Монархи сусідніх з Лівонією держав перед початком Лівонської війни (1557) |
| --- |
| - Альбрехт Прусський герцог - Сигізмунд ІІ Август Польський король - Іван Грозний Московський цар - Густав І Шведський король - Христіан ІІІ Данський король - Фердинанд І Римський імператор |

## Перший період (1558—1562)

### Вторгнення Московії. Розпад Лівонської конфедерації

Лівонія в 1558—1561 роках:
Московські походи 1558, 1559 і 1560 років.
Литовська підмога 1561 року.

Іван Грозний розцінив підписання Позвольського договору між Лівонською конфедерацією та Польсько-Литовською Співдружністю як casus belli — ще 1554 року Лівонія уклала з Москвою 15-річну мирну угоду, за якою обіцяла не вступати у союз з поляками і литовцями. 17 січня 1558 року 40-тисячне військо під командуванням касимовського хана Шаха-Алі, воєвод Глинського та Захаріна-Юр'єва, у складі московитів, татар і козаків вдерлося до Лівонії. У Москві оголошення народу про початок війни супроводжувався добовим дзвоном церковних дзвіниць. За деякими даними, місцеве балтійське населення практично не чинило опору нападникам, а навпаки повставало проти місцевої німецької знаті. Водночас, залишається безсумнівним і те, що московсько-татарске воїнство здійснювали грабування і вбивства місцевого населення, вина якого пояснювалась категоріями віровідступництва.
11 травня московити здобули Нарву, а 18 липня — Дерпт. Ревель було взято в облогу. Лівонська конфедерація змогла виставити проти агресора лише 10 тисяч лицарів і найманців. Лівонці відбили Везенберг (Раквере) і ряд невеликих фортець і навіть здійснили рейд на територію супротивника, але Дерпт і Нарва лишалися під московським контролем. Таким чином, Іван Грозний здобув плацдарм для розвитку наступних воєнних дій у 1559 і 1560 роках. В січні 1559 року московити вдруге вторглися до Лівонії. Проте через напад Кримського ханства на півдні Московського царства, нападники були змушені укласти 6-місячне перемир'я з лівонцями з травня по листопад.
Шукаючи порятунку, Лівонська конфедерація звернулася до свого патрона — імператора Священної Римської імперії Фердинанда І з проханнями військової підмоги. Але той обмежився лише словесною підтримкою. Старий магістр Лівонського Ордену фон Фюрстенберг сподівався на підтримку Швеції і Данії, проте вони так само відмовили. В результаті його коад'ютор і лідер пролитовської партії Готтгард Кеттлер попрохав допомоги у короля Сигізмунда ІІ Августа. В червні 1559 року лівонці підписали із королем Віленський договір, за яким Лівонія переходила під захист Великого князівства Литовського. Втім, сейм Корони Польської відмовився ратифікувати дану угоду, не бажаючи втручатися у війну і вважаючи Лівонську справу винятково проблемою Литви. В січні 1560 року Сигізмунд ІІ відправив свого посла Мартина Володкова до двору Івана Грозного в Москві, намагаючись спинити безчинства московських військ у лівонській провінції.

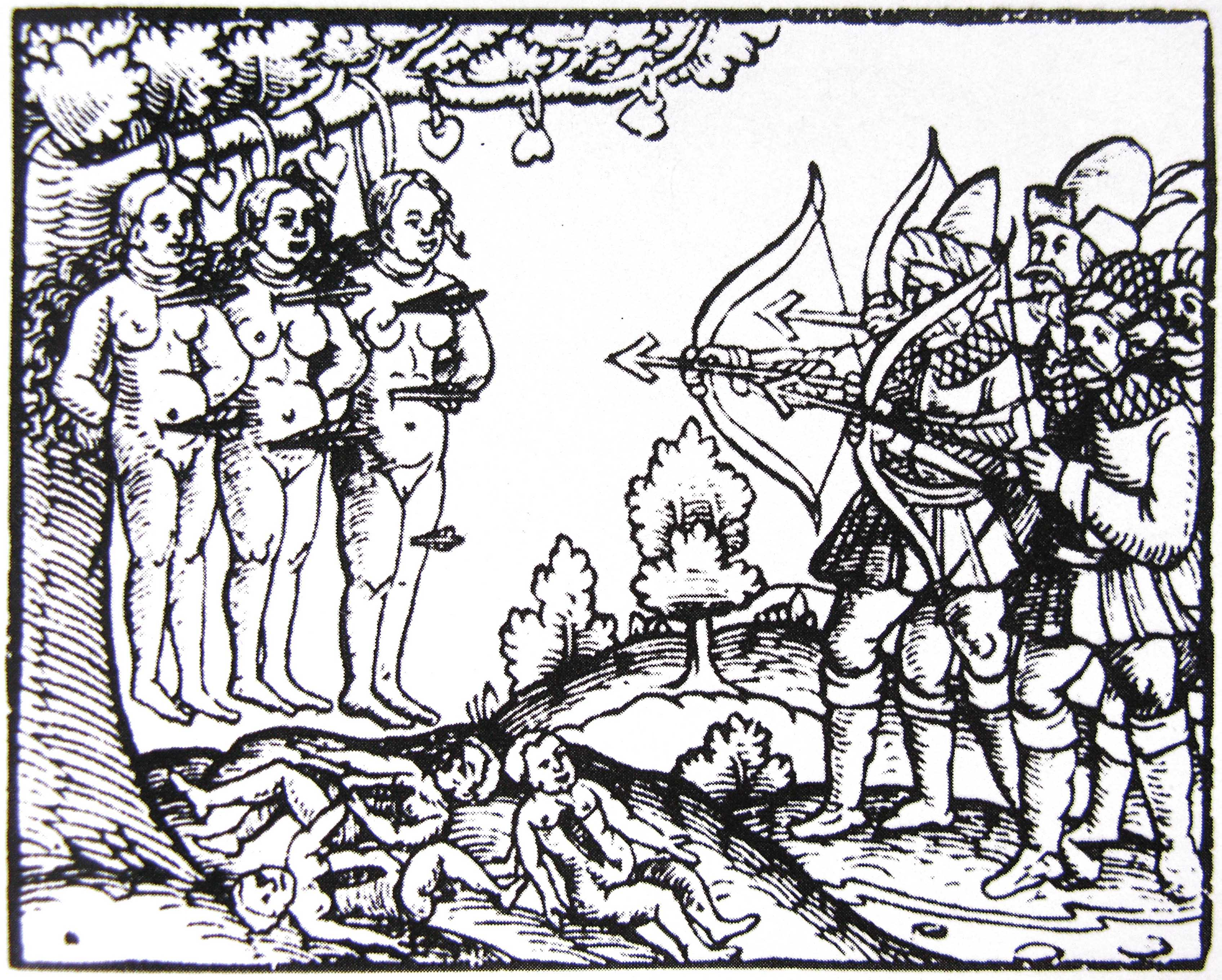
«Звірства московитів у Лівонії» (Zeyttung, Нюрнберг, 1561).

Московські перемоги в Лівонії були здобуті завдяки стрільцям та артилерії, які легко руйнували дерев'яні укріплення. Царські війська змогли здобути фортецю Фелліна (Вілянді), але їм бракувало засобів для захоплення головних великих міст — Риги, Ревеля й Пернау. В серпні 1560 року лівонські лицарі зазнали розгромної поразки від московитів у битві при Ермесі. Сам магістр фон Фюрстенберг потрапив у полон.
З жовтня 1559 року новим магістром Ордену став Готтгард Кеттлер. Не отримавши військ від нового шведського короля Еріка XIV, він знову звернувся по допомогу до Сигізмунда ІІ Августа. 28 листопада 1561 року представники Лівонської конфедерації, очолювані Кеттлером, уклали Віленську унію із польським королем і великим князем литовським. За умовами унії землі Ордену та лівонських князівств-єпископств секуляризувалися. На їхньому місті створювалися два світські литовські протекторати — Лівонське герцогство і герцогство Курляндії і Семигалії. Кеттлер, що перед цим прийняв лютеранство, став першим головою обох герцогств. Сигізмунд ІІ Август обіцяв лівонським землевласникам і містам збереження майнових і станових прав, релігійні свободи на основі Аугсбурського віросповідання, дотримання німецьких звичаїв і незмінність німецької адміністрації.
Частина литовської шляхти виступала проти посилення польсько-литовського союзу й пропонувала литовську князівську корону Івану Грозному. Той сприйняв пропозицію аби виграти час і підсилити свої війська в Лівоні. Протягом 1561 року литовсько-московське перемир'я, що закінчувалося наступного року, не порушувалося обома сторонами.

### Шведська і данська інтервенції
26 вересня 1559 року, в обмін на позику та гарантії данської протекції, Йоганн фон Мюнхгаузен, єпископ Езель-Віка, підписав угоду із Фредеріком ІІ, королем Данії і Норвегії, за якою передав йому право призначати нового голову єпархії. Фактично князівство-єпископство було продане за 30 тисяч талерів. Фредерік ІІ поставив новим єпископом Езель-Віка свого брата, герцога Магнуса Гольштейнського, який очолив кафедру в квітні 1560 року. Швеція могла розцінити дії Данії як втручання у Лівонську війну, тому данський король, аби не дратувати сусіда, спробував виступити посередником у мирному процесі в регіоні. Проте Магнус переслідував власні інтереси — він придбав Курляндське єпископство без згоди Фрідріха ІІ й намагався поширити свій вплив на північну Лівонію, район Гаррієна і Вірланда (Гар'юмаа і Вірумаа). Це спричинило конфлікт із Еріком XIV, молодим шведським королем.
1561 року шведські війська висадилися у північній Лівонії. Німецька шляхта Гаррієна, Вірланда та Єрвена (Ярвамаа) підкорилася їм й визнала своїм правителем Еріка XIV. На території, окупованій шведами, було створено Естонське герцогство. Місто Ревель (Таллінн) так само визнав верховенство короля-завойовника. Шведський уряд проігнорував протести данців, які наполягали на історичній приналежності Ревеля до Данської Естонії. Захопивши частину Лівонії, Ерік XIV порушив монополію Данії-Норвегії на Балтійському морі. Він також поставив під свій контроль торгівлю Москви із Заходом, що згодом спричинило розв'язання Північної семирічної війни у 1563—1570 роках із данцями. Крім цього, коли в червні 1562 року шведи захопили Пернау й спробували свою протекцію Ризі, Польсько-Литовська держава розцінила це як втручання у свої справи.
Сигізмунд ІІ Август підтримував тісні зв'язки із братом Еріка XIV — Йоганном, герцогом Фінляндії (майбутнім шведським королем Йоганном ІІІ). У жовтні 1562 року польський король одружив його зі своєю сестрою Катериною, перешкодивши її шлюбу з Іваном Грозним. Ерік XIV схвалив шлюб, але був розлючений тим, що Йоганн позичив Сигізмунду 120 тисяч далерів і отримав за це сім лівонських замків під заставу. Через це в серпні 1563 року шведський король заарештував і ув'язнив свого брата Йоганна. У відповідь, в жовтні того ж року, Сигізмунд ІІ Август уклав союз із данцями і Любеком проти Шведської імперії.
| Дійові особи Лівонської війни (1561) |
| --- |
| - Готтгард Кеттлер Магістр Ордену - Сигізмунд ІІ Август Польський король - Іван Грозний Московський цар - Ерік XIV Шведський король - Фрідріх II Данський король - Йоганн Фінляндський герцог |

## Другий період (1562—1570)
Втручання Московського царства, Данії, Шведської імперії та Польсько-Литовської держави у Лівонські справи дало початок боротьбі за контроль над Балтійським морем, відомій у історіографії як dominium maris baltici. Якщо перші роки Лівонської війни супроводжувалися жорстокими боями, то період з 1562 по 1570 роки позначився ослабленням протистояння. Хоча Данія-Норвегія, Шведська імперія і, до певної міри, Польсько-Литовська держава були зайняті Північною семирічною війною (1563—1570), що розгорнулася на заході Балтики, Лівонія продовжувала лишатися для них стратегічно важливим регіоном. 1562 року данці й московити уклали Можайський договір, за яким визнали претензії один одного в Лівонії й зобов'язалися підтримувати дружні відносини. Згодом, 1564 року, шведи уклали із Московським царством семирічне перемир'я. Шведський Ерік XIV та, особливо, московський Іван Грозний мали психічні розлади. Останній розв'язав терор проти власного дворянства і народу руками опричників, внаслідок чого на початок 1565 року Московське царство поринуло у політичний хаос та внутрішні міжусобиці.

### Московсько-литовська війна

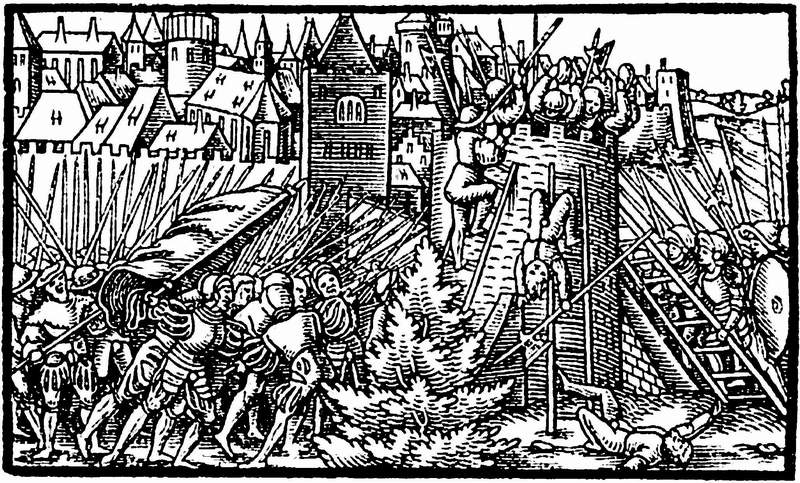
Московити беруть Полоцьк (1563)

1562 року, після закінчення чинності московсько-литовського перемир'я, Іван Грозний відмовився продовжити його дію, хоча Сигізмунд ІІ Август прохав його про це. Цар скористався часом аби організувати свої війська й напав на Велике князівство Литовське. Того ж року московити атакували Вітебськ, а після серії прикордонних боїв, в 1563 році, захопили старовинне місто Полоцьк. Попри втрату міст, литовське військо розбило загарбників у битвах на річці Улі (1564) та при Чашниках (1567). Одночасно, московські сили змогли завоювати містечка й села центральної Лівонії, але в районі Балтійського узбережжя їх спинили литовсько-лівонські війська. Поразка Москви на Улі та при Чашниках, а також втеча до Литви князя Андрія Курбського, «першого московітського політичного біженця», змусила Івана Грозного перемістити свою столицю до Александрівського кремля (Александров, Владимирська область) й посилити нищення опозиції руками опричників.
В травні 1566 року Велике князівство Литовське відправило велике посольство до Москви. Литовці були готові поділити Лівонію із московитами, аби спільними силами вигнати із регіону Шведську імперію. Проте московська сторона розцінила ці пропозиції як прояв слабкості князівства. Москва наполягала на повному приєднанні до неї Лівонії, включаючи незалежну Ригу, герцогство Курляндське і Семигальське, а також литовський Полоцьк. Литовці не могли пристати на ці вимоги, оскільки укріплена ними Рига була важливим осередком торгівлі із Заходом по Західній Двіні та Балтійському морю. В липні 1566 року московський цар розширив список претензій, заявивши послам права на острів Езель, окрім Дерпта і Нарви. Оскільки переговори зайшли у глухий кут, була оголошена 10-денна перерва, під час якої московити скликали Земський собор для вирішення зовнішньополітичних питань. На ньому представники Православної церкви наполягали на «збереженні» за собою Риги (хоча саме місто не було завойоване), в той час як більшість бояр схилялися до укладання миру з Литвою, боючись посилення останньої через унію з Польщею. Попри всі зусилля перемовини закінчилися нічим й війна поновилася після повернення послів до Литви.

Річ Посполита (1569)
васали Речі Посполитої

1569 року, за результатами Люблінської унії, Велике князівство Литовське й Корона Польська були об'єднані в одну федеративну державу — Річ Посполиту. Складові старої Лівонії — Лівонське герцогство і Герцогство Курляндії і Семигалії — що згідно з Гродненською унією 1566 року були васалами Литви, стали кондомініумом Литви і Польщі. Внаслідок посилення Литви, у червні 1570 року Московія уклала із Річчю Посполитою трирічний мир.
1572 року помер Сигізмунд ІІ Август, перший король Речі Посполитої. Він не залишив по собі спадкоємця, тому шляхта країни вирішила обирати нового монарха. Частина литовців, що намагалися зберегти литовську незалежність, пропонували на трон Речі Посполитої московського царя. Іван Грозний, натомість, ставив жорсткі умови — здачі Москві Києва, проведення коронації за православним обрядом та встановлення спадкової, а не виборної монархії на чолі зі своїм сином Федором. Шляхта відкинула ці вимоги й обрала новим королем Речі Посполитої Генріха Валуа, брата французького короля Карла ІХ.

### Московсько-шведські відносини
1564 року Шведська імперія і Московське царство уклали Дерптський договір, за яким московська сторона визнавала шведські права на Ревель та інші замки. Зі свого боку шведи підтверджували законність панування московитів над рештою Лівонії. Наступного 1565 року обидві сторони підписали семирічний мир. Проте 1568 року Еріка XIV скинули зі шведського престолу після того, як роком раніше його гвардійці з дому Стуре безжально вбили кількох шведських аристократів. Трон посів Йоганн ІІІ, брат Еріка, що був ув'язнений ним й мав тісні стосунки із Річчю Посполитою. Шведська імперія і Московське царство мали інші внутрішні та зовнішні проблеми, намагаючись уникати ескалації конфлікту в Лівонії. Проте Іван Грозний поставив шведам вимогу віддати йому дружину Йоганна — Катерину Ягелонку, за руку якої він свого часу змагався з Йоганном. В липні 1569 року Йоганн відправив делегацію до Московського царства на чолі з Павлом Юустеном, єпископом Або, який прибув до Новгороду у вересні, після прибуття московського посла до Шведської імперії в 1567 році з вимогою віддати Катерину. Іван Грозний відмовився зустрічатися з делегацією особисто й змусив новгородського намісника вести переговори від його імені. Цар вимагав, аби шведи вітали намісника як «брата їхнього короля», але Юуустен відмовився це зробити. Тоді намісник наказав слугам обібрати шведських послів, роздягти їх і провести голими по вулицях міста. Шведів мусили відвести до Москви, але Іван зі своїми опричниками рушив до Новгорода, аби напасти на місто.
В травні 1570 року, після повернення до Москви, Іван Грозний відмовився зустрічатися із шведською делегацією. В червні того ж року, після підписання 3-річного миру із Річчю Посполитою, він погодився обговорити в Новгороді передачу Катерини зі Шведської імперії. Під час зустрічі московити вимагали від шведів здати Ревель, надавати 200—300 кіннотників на вимогу Москви, плати у 10 тисяч талерів компенсації, здати фінські срібні копальні на кордоні з Московським царством, а також визнати за Іваном Грозним титул «государя Швеції». Шведська делегація покинула місце переговорів після ультиматуму царя — здача шведської Лівонії або війна. Йоганн відхилив вимоги московитів й почалася війна.

### Вплив Північної семирічної війни
Суперечки між Данією-Норвегією і Шведською імперією призвели до Північної семирічної війни, що спалахнула 1563 року й закінчилася Штеттінським договором 1570 року. Бойові дії вели первісно на заході й півдні Скандинавії, за участі Балтійських флотів обох сторін. 1565 року шведи взяли в облогу Варберг, який утримували данці. Напередодні падіння фортеці 150 вояків гарнізону фортеці перейшли на бік противника. Серед перебіжчиків був Понтус Делагарді, що згодом став шведським командувачем у Лівонській війні. У ході Північної семирічної війни частково постраждала й Лівонія: у липні 1569 року данські кораблі під командуванням адмірала Пера Мунка бомбардували підконтрольний шведам Ревель.
За Штеттінським договором Данія перетворювалася на найвпливовішу державу Північної Європи, але вона була неспроможна відновити Кальмарську унію. Шведи прийняли несприятливі умови договору, що призвело до збройних конфліктів, які закінчилися лише 1720 року після Великої Північної війни. Шведська імперія погодилася передати свої володіння в Лівонії в обмін на гроші від імператора Максиміліана ІІ. Останній, однак, не заплатив обіцяної компенсації, внаслідок чого втратив уплив на балтійські справи. Умови Штеттінського договору щодо Лівонії були проігноровані, тому Лівонська війна продовжилася. Для Москви це було небезпечним, оскільки зацікавлені в лівонських землях держави-сусіди, що воювали між собою могли, тепер укласти союз скерований проти царя.
| Дійові особи Лівонської війни (1570) |
| --- |
| - Сигізмунд ІІ Август Польський король - Генріх III Валуа Анжуйський герцог - Іван Грозний Московський цар - Йоганн Шведський король - Катерина Шведська королева - Максиміліан II Римський імператор |

## Третій період (1570—1578)
На початку 1570-х років Іван Грозний розпочав спробу завоювання Естонії, що належала шведам. Ревель витримав облогу московитів у 1570 і 1571 роках, але менші міста потрапили до рук нападників. Вони також вдалися до рейду у Фінляндію й 1572 року досягли Гельсінгфорса (Гельсінкі). Шведська сторона спинила московський натиск 23 січня 1573 року в битві при Лоде, у якій шведські сили числом у 700 піхотинців і 600 кіннотників, очолювані Класом Акессоном Тоттом (старшим), розбили 16-тисячну московсько-татарську армію під командуванням хана Саїна Булата. Наступ Москви закінчився 1573 року на здобутті естонського Вайссенштайну (Пайде), де переможці заживо спалили командувача й офіцерів шведського гарнізону міста.
У відповідь у листопаді 1573 року шведський король Йоганн ІІІ відправив війська на визволення Вайссенштайну. Їх очолили головнокомандувач Клас Акессон Тотт і польовий командир Понтус Делагарді. Проте контрнаступ затягнувся — сувора зима та ворожнеча між німецькими та шотландськими найманцями знесилювали шведську армію. На кінець 1573 року Шведська імперія заборгувала німецьким солдатам 200 000 талерів і Йоганн ІІІ передав їм під заставу замки Гапсаль, Леаль і Лоде; коли ж він не зміг повернути боргу, ті продали замки Данії. Події розвивалися з перемінним успіхом, тому шведи та московити уклали 2-річне перемир'я в 1575 році.
Тим часом, 1570 року езельський єпископ Магнус отримав від московського царя титул короля Лівонії та став васалом Москви. Він намагався здобути Ревель, але не отримав підмоги ні від Івана IV, ні від свого брата Фрідріха ІІ Данського. Перший не хотів займатися справами єпископа, а другий був у союзі зі шведами й не бажав підкорювати край для московського васала. У березні 1571 року Магнус був змушений зняти облогу з Ревеля та вступити в боротьбу зі шведами, яких підтримував польський король Сигізмунд ІІ Август, свояк Йоганна ІІІ.
Одночасно кримські татари здійснили ряд кампаній у Московське царство і спалили царську столицю. Посуха та епідемії сильно вразили московське господарство, а опричнина паралізувала роботу уряду. Після поразок від кримсько-ногайських орд в 1572 році опричників скасували, а московське військо реформували. Цар спирався на десятки тисяч московських військ, козаків і татар, замість тисяч професійних військ і найманців, яких використовували в арміях його противників.
Пік московської кампанії в Лівонії припав на 1576 рік. 30-тисячне московське військо вдерлося на підконтрольні данцям терени та спустошило їх на знак помсти за здобуття Данією укріплень Напсаля, Леля та Лоде. Данці остаточно полишили Лівонію, коли Фрідріх ІІ уклав зі Шведською імперією та Річчю Посполитою договори про невтручання. Шведи оточили Ревель й просунулися в центральну Лівонію, досягши Дюнабурга (Даугавпілса), що з 1561 року перебував під протекцією польського короля.
Тим часом з 1570 року, озельський єпископ Магнус самовільно розпочав захоплювати замки в регіоні, не консультуючись із царем. Це спричинило розкол із Москвою. Зокрема, коли замок Кокенгузен (Кокнесе) здався Магнусу, аби не потрапити до московських рух, московити взяли його штурмом і стратили німецьке командування, що присягнуло єпископу. Подальша кампанія була сконцентрована довкола Вендена (Цесіса), «серця Лівонії», колишньої столиці Лівонського Ордену, яка мала не лише стратегічне, а й символічне значення.

## Останній період (1578—1583)

### Союз Шведської імперії з Річчю Посполитою та їхній контрнаступ
1576 року трансильванський князь Стефан Баторій був обраний королем польським і великим князем литовським внаслідок рішучого спротиву коронного канцлера Яна Замойського та частини середньої шляхти, хоча на шляхетських виборах переміг римський імператор Максиміліан II Габсбург. Новий король прагнув вигнати Івана Грозного з Лівонії, але був скутий опозицією з Данціга (Гданська), яка відмовлялася визнати Баторія. 1577 року спалахнула Данцізька (Гданська) війна, яка закінчилася поразкою містян: король Стефан підтвердив самоврядність міста в обмін на 200 000 злотих. Зібрати їх мусив Георг-Фрідріх Гогенцоллерн, васал польського короля й правитель Пруссії, який надав Речі Посполитій військову підтримку у майбутній війні з Московським царством.
Баторій отримав від польської та литовської шляхти незначні військові контингенти, тому був змушений набирати до війська найманців — чехів, німців, секеїв, валахів, козаків, а також поляків і литовців. У грудні 1577 року він також уклав із Йоганном ІІІ, королем Швеції, військовий союз проти Московського царства, незважаючи на ряд серйозних проблем: шведи претендували на трон Речі Посполитої через Катерину Ягеллонку, дружину Йоганна і сестру останнього польського короля Сигізмунда ІІ Августа; вимагали від Речі Посполитої земельних поступок у Лівонії, а також повернення боргів за шведську позику 120 000 талерів.
У листопаді 1577 року литовське військо вступило до Лівонії й захопило Дюнабург, а на початку 1578 року польсько-шведські сили здобули Венден. У лютому 1578 року московити спробували відвоювати Венденський замок, але зазнали поразки. Тим часом шведи здійснили наступ на Пернау, Дерпт і Новгород. У вересні Іван IV вислав у відповідь 18-тисячне військо, яке відвоювало у шведської сторони Оберпаглен (Пилтсамаа) й рушило до Вендена (Цесіс). Коли московити підійшли до міста й обступили замок, їх зустріла 6-тисячна польсько-литовсько-шведська армія. У битві під Венденом війська Івана IV були вщент розбиті, а сама поразка стала першою великою поразкою московитів у Лівонії.
Баторій пришвидшив формування гусарів — нової добре організованої шляхетської кавалерії, що замінила феодальне ополчення. Він також реформував артилерію й започаткував реєстрове козацтво в Україні. Загалом польський король зібрав 56-тисячну армію, дві третини якої походила з Литви, й рушив на окупований московитами Полоцьк. Резерви московитів були задіяні у Пскові й Новгороді для відбиття можливого шведського наступу, тому 30 серпня 1579 року Полоцьк безперешкодно опанували сили Баторія. Але найдокучливішого удару ворогові завдав Філон Кміта, який, маючи кілька присланих хоругов, та сам зібравши величезну дружину, рушив до Смоленська і, спаливши близько 2 000 сіл, перетворив замкове передмістя на попіл; де пройшов — все зрівняв із землею, без вагань, цілу колону, завантажену награбованим, натовпи полонених і стада худоби привів до Орші. Згодом польський король призначив Яна Замойського командувачем 48-тисячної армії, що наполовину складалася з литовців, й відправив обложити московську фортецю Великі Луки. Остання впала 5 вересня 1580 року.
Невдача шведів здобути Нарву в 1579 році змусила їхнього короля призначити головнокомандувачем Понтуса Делагарді. 1580 року він здобув міста Кексгольм і Падіс, а 1581 року, після падіння окупованого московитами Весенберга, відвоював зі своїми найманцями Нарву. Під час кампанії шведи активно використовували свій численний флот, проте бажання підкорити Лівонію призводило до розриву з Річчю Посполитою. Після успіхів Делагарді, який за хронікою Руссова вирізав 7-тисячний московський гарнізон, впали московські міста Івангород, Яма і Копор'є, внаслідок чого північна Лівонія опинилася у шведських руках.

### Ям-Запольський і Плюсський договори

Розділ Лівонії Данією, Швецією і Річчю Посполитою.

Ям-Запольський мир між Московією та Річчю Посполитою було укладено 1582 року, завдяки старанням папського легата, єзуїта Антоніо Поссевіно. Мир був особливо прикрим для московитів, оскільки його запросив особисто сам цар. За цією угодою Московське царство відмовлялося від усіх надбань в Лівонії, які мало на час підписання. Дерпт і Полоцьк переходили під контроль Речі Посполитої. Остання також отримувала Великі Луки. Проте землі зайняті шведами, особливо Нарва, лишалися згідно з договором за московитами. Поссевіно частково намагався врахувати інтереси шведського короля Йоганна ІІІ, але цар відмовився задовольняти їх. Перемир'я, що наступило після укладання повноцінного миру, тривало 10 років й поновлювалося в 1591 і 1601 роках. Стефан Баторій не зміг переконати Шведську імперію відмовитися від здобутків у північній Лівонії, зокрема Нарви.
Війна Московського царства зі шведами закінчилася 1583 року за рішенням Йоганна ІІІ. Цар був змушений укласти із ним Плюсський мир. Московити здали шведам усю Інгрію, а також визнали за ними Нарву і Івангород. Плюсський мир укладався на 3 роки, але згодом був подовжений до 1590 року. Під час переговорів Шведська імперія вимагала передачі їй великої частини земель, включно із Новгородом. Ці претензії були висунуті лише для виторговування вигідної позиції під час дебатів з московитами. Проте з часом північно-західні території Московського царства були об'єктом шведських інтересів в регіоні.

## Наслідки
- Поразка Московського царства.
- Розпад Лівонської конфедерації.
- Шведська імперія отримала Естонське герцогство (північна Лівонія)
- Данія-Норвегія отримала острів Езель (Сааремаа, північна Лівонія)
- Річ Посполита отримала Лівонське герцогство (центральна Лівонія) і герцогство Курляндії і Семигалії (південна Лівонія).

Повоєнне герцогство Курляндії і Семигалії, розташоване на південь від річки Західна Двіна, здобуло політичну стабільність за умовами Віленської унії 1561 року. Положення унії були частково змінені 1617 року документами Formula regiminis й Statuta Curlandiæ, що надавали місцевій німецькій шляхті додаткові права за рахунок герцога. На північ від Західної Двіни, в Лівонському герцогстві, король Стефан Баторій урізав права шляхти, що були надані його попередником Сигізмундом ІІ Августом, мотивуючи це руйнаціями, спричиненими війною. Привілеї вільного міста Рига були скорочені 1581 року за умовами Дрогічинського договору. Польська мова поступово витісняла німецьку в адміністрації Лівонського герцогства, а після заснування на його території воєводств почався процес заміщення балтійської німецької шляхти польською. Польське духовенство й зокрема єзуїти, яких підтримував Стефан Баторій, були провідниками католицької реформи в Лівонії. Король конфіскував частину протестантських володінь на користь Католицької церкви, а також розпочав неуспішну, але масштабну кампанію по заселенню Лівонії католицькими переселенцями. Попри ці заходи більша частина лівонського населення не прийняла католицтва, а лівонські маєтки в Речі Посполиті опинилися відчуженими.
1590 року московсько-шведський мир в Плюссі закінчився й боротьба між двома державами поновилася. Вона тривала до 1595 року, завершившись Теусінським договором. Підсумком війни став перехід Інгрії до Шведської імперії, а Кексгольма до Московського царства. Польсько-шведський союз розпався за правління Сигізмунда ІІІ Вази, нового короля польського і великого князя литовського, що був сином Йоганна ІІІ й Катерини Ягеллонки, й претендував на шведський трон, що належав його дядькові Карлу IX. 1597 року Шведська імперія поринула у громадянську війну, а в 1598—1599 роках — війну із Річчю Посполитою, що закінчилася відмовою шведського парламенту визнати Сигізмунда ІІІ шведським королем.
1600 року, під час спроби Сигізмунда ІІІ приєднати шведську Естонію до Лівонського герцогства, місцева знать звернулася до Карла IX за протекцією. Шведський король зміг вигнати польсько-литовські сили з Естонії, вторгся у польську Лівонію й тим самим розпочав серію польсько-шведських воєн. Одночасно, внаслідок вимирання царської династії в Московському царстві, остання поринула у громадянську війну (Смутний час), в якій різні претенденти змагалися за царський трон. Річ Посполита втрутилася у цей конфлікт, розпочавши нову московсько-польську війну. Сили Карла IX були витіснені з Лівонії внаслідок поразок під Кірхольмом (1605) та Клушино (1610). Під час пізнішої Інгрійської війни, наступник Карла — Густав Адольф — повернув Інгрію та Кексхольм, які формально увійшли до складу Шведської держави за Столбовицьким миром 1617 року. Шведи також спромоглися захопити значну частину польського Лівонського герцогства. 1617 року, коли Шведська імперія оправилася після Кальмарської війни з Данією, декілька лівонських міст опинилися окупованими поляками, проте Пернау лишився за шведами. 1621 року шведський король почав другу лівонську кампанію, в ході якої відтіснив війська Речі Посполитої з більшої частини Лівонії й заснував домініон шведська Лівонія. Шведи також розвернули наступ в Пруссії й Річ Посполита була змушена визнати шведські здобутки в Лівонії за Альтмаркським договором 1629 року.
Данська провінція Езель перейшла до Шведської імперії 1645 року за Бремсеброським договором, який закінчив Торстенсонську війну, складову Тридцятилітньої війни. Шведи продовжували утримувати Езель після 1660 року за Ольвійським миром і Копенгагенським договором. Ситуація змінилася 1710 року, коли в ході Великої північної війни, Естонія та Лівонія капітулювали перед Московським царством, й увійшли до її складу за умовами Ніштадського миру 1721 року.

## Війська сторін

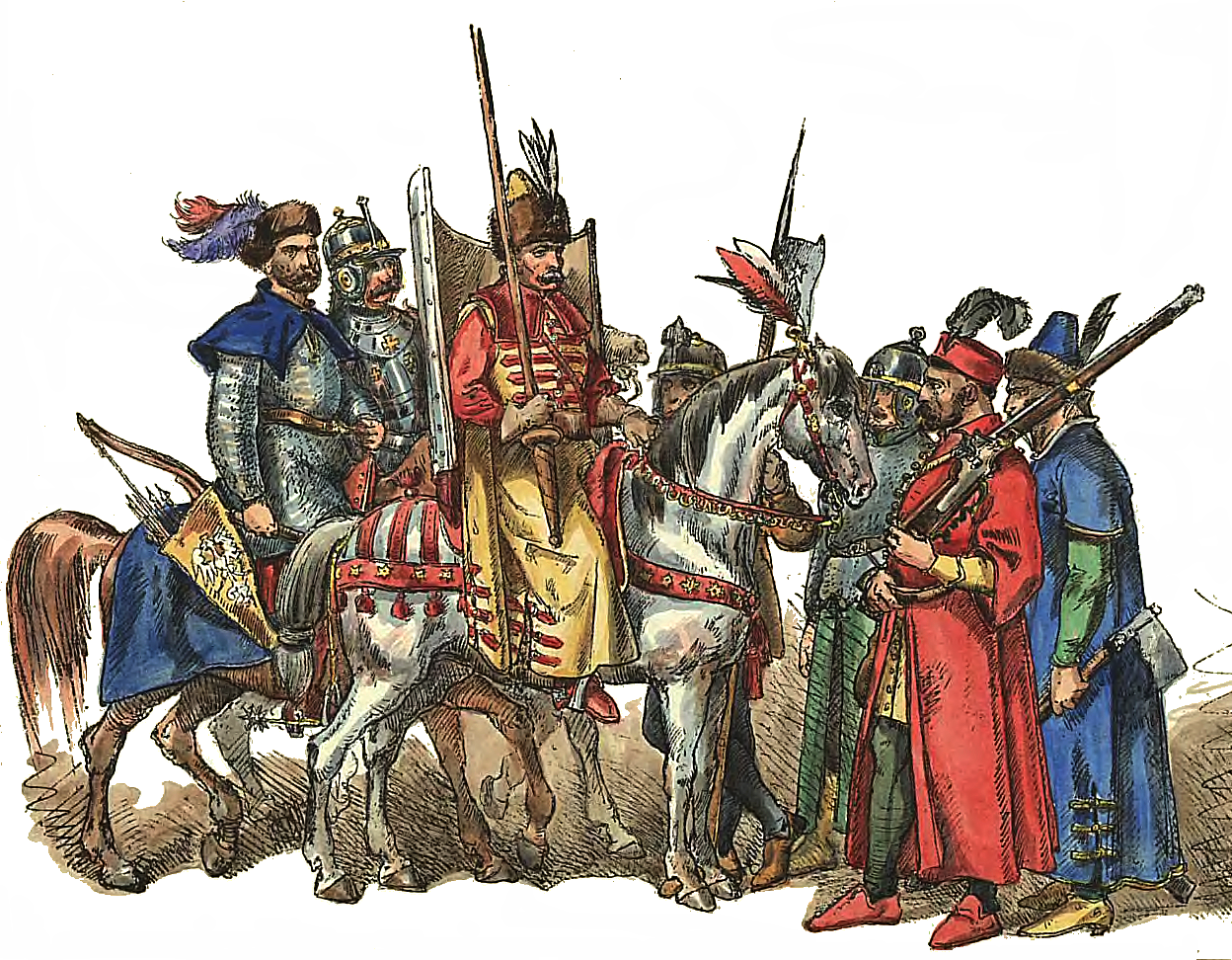
Військо Речі Посполитої 1576-1586
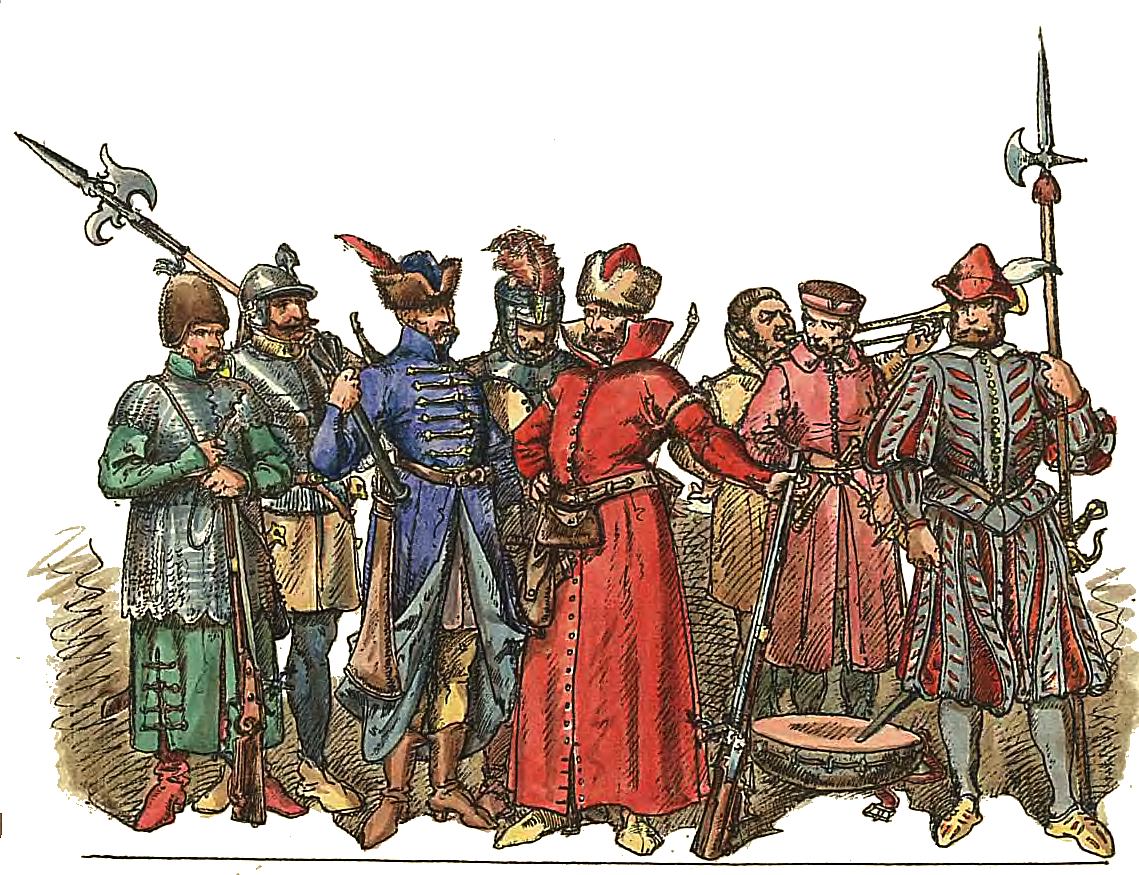
Польська піхота 1548-72
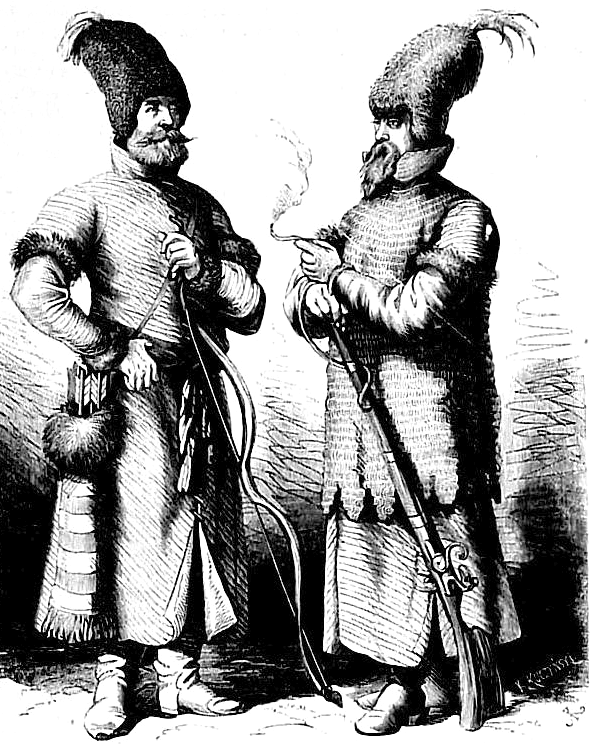
Литовські вояки XVI ст.
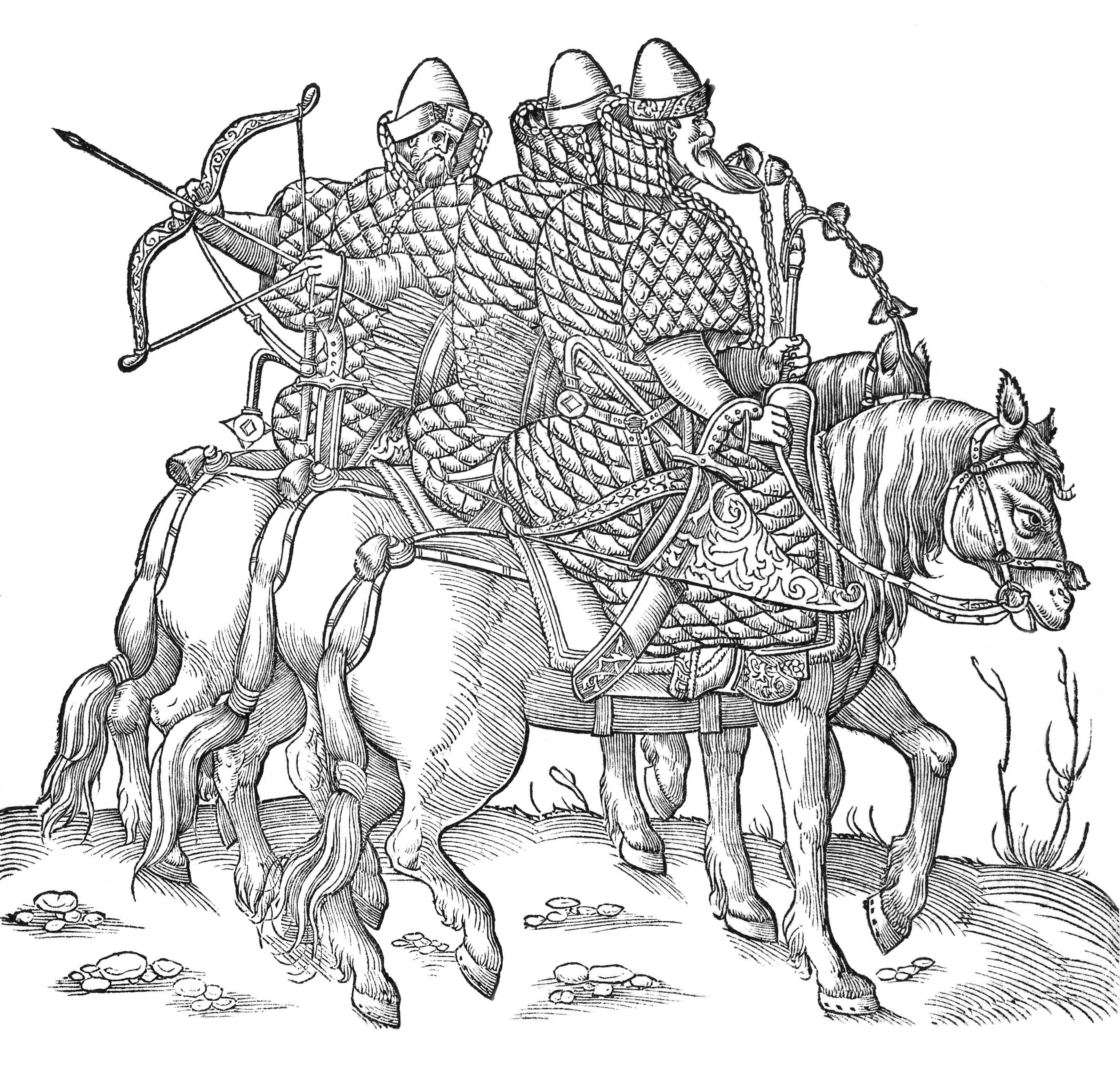
Московська кіннота XVI ст.
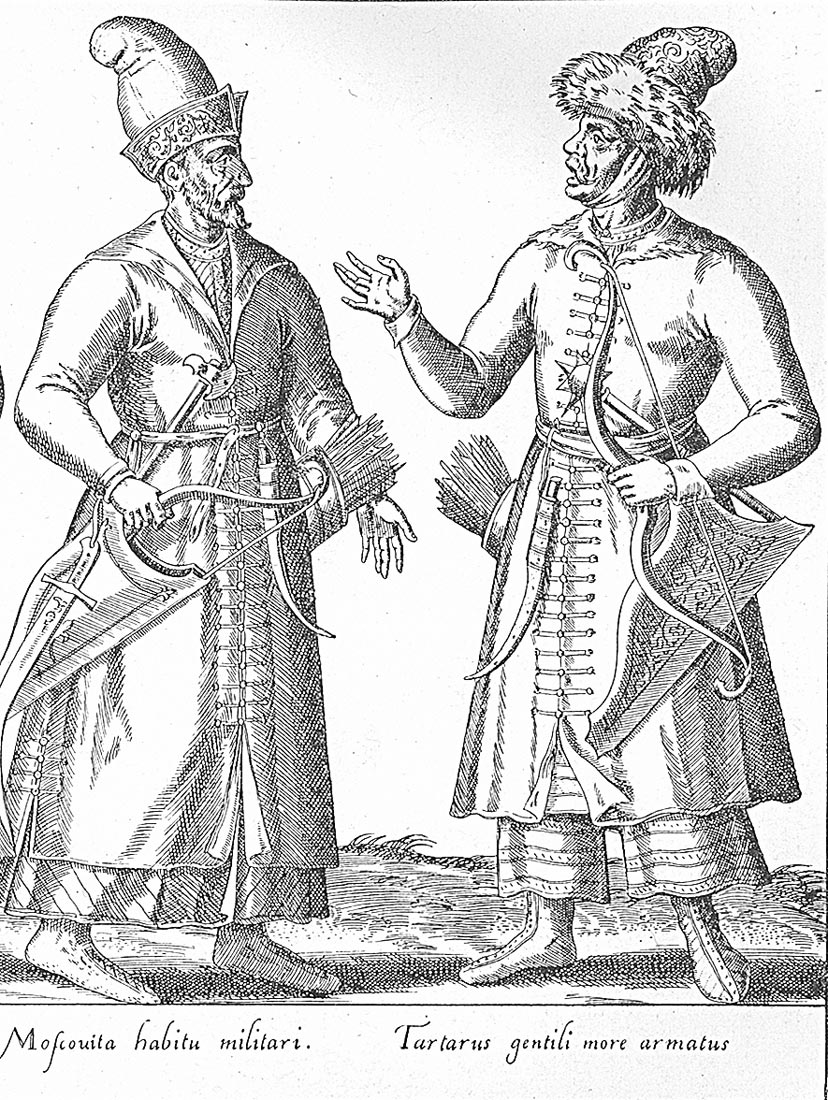
Московит і татарин
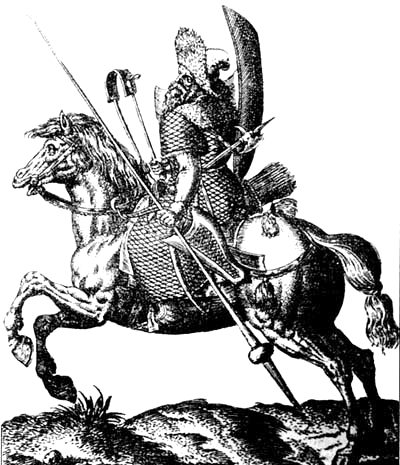
Московський вершник
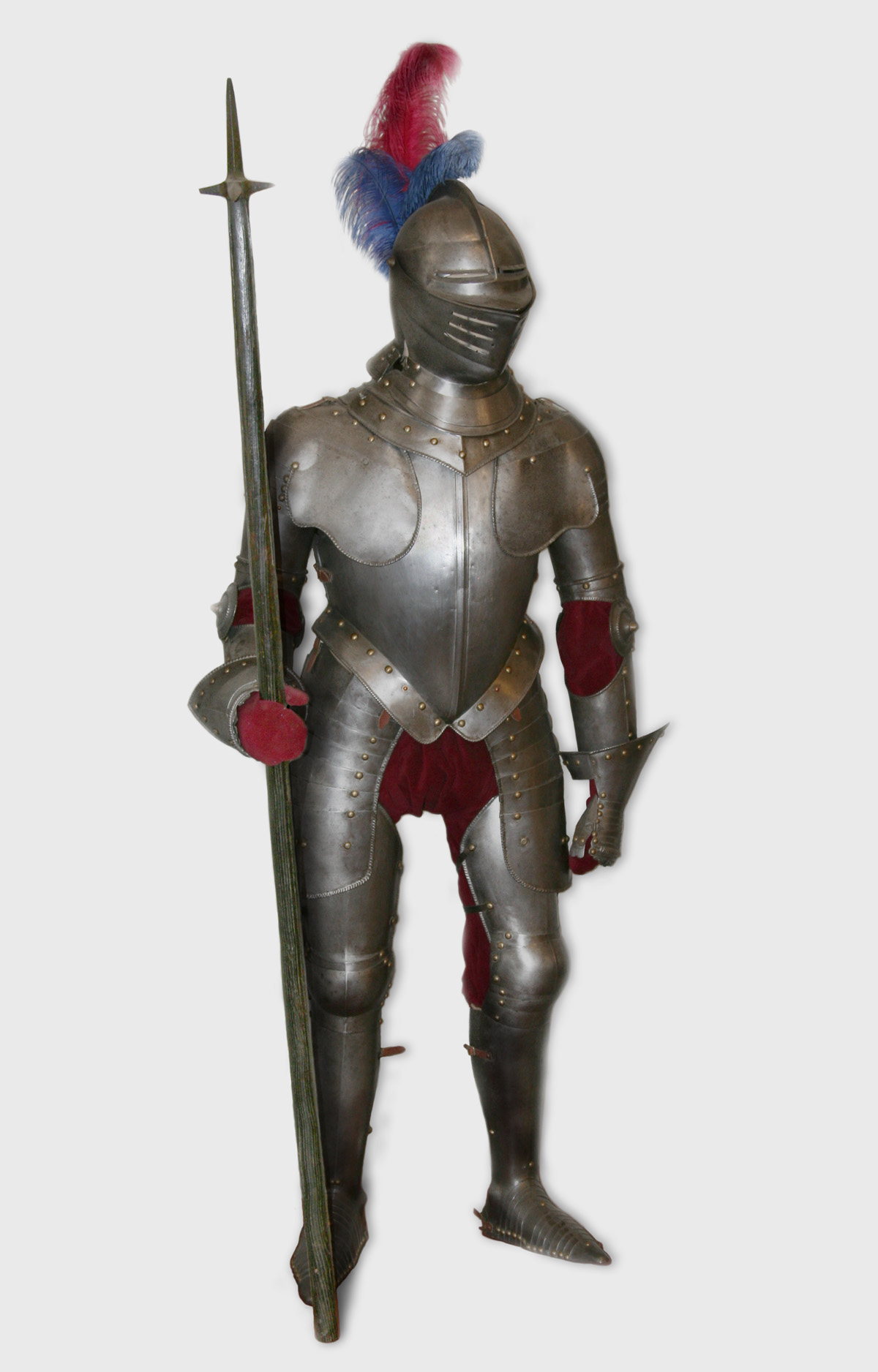
Лівонський обладунок

## Участь козацтва
З 1568 року участь у військових діях брали українські козаки, які виступали на боці Речі Посполитої. Вони брали участь в облозі фортець Ула та Пскова. Лівонська війна є першою офіційною війною в історії запорозького козацтва.
- 1559 року за даними московської Розрядної книги 1475—1598 років отаман Петруша Пронець із донськими козаками воював у Лівонії на московському боці й здобув фортецю Смельтину[85].
- 1577 року за даними «Повести о прихождении Стефана Батория под град Псков» донські козаки перебували у складі Псковського гарнізону. Ними командував отаман українського походження Михайло Черкащанин (Черкашенин), який загинув у бою[86].
- 1581 року загони козаків і татар діяли під Могильовим на Дніпрі, руйнуючи за московськими наказами литовські поселення. Згідно з донесенням Стравінського польському королю цими загонами командував воєвода Василь Яров та отаман Єрмак Тимофієв[87][88].

Початок війни засвідчив військову слабкість Великого князівства Литовського. З поширенням вогнепальної зброї стара система загальної військової повинності виявилася неефективною і тому сейм вибрав політику широкого залучення до армії добровольців з населення. Поширеним явищем, запровадженим ще Дмитром Вишневецьким, став найм козаків на службу. Також сприяла цьому й та обставина, що тогочасні литовські гетьмани — Григорій Ходкевич і Роман Сангушко — походили з України і добре знали можливості та вміння козаків.
Ідея найму козаків на службу виникла десь улітку 1561 р., коли людей Дмитра Вишневецького, які повернулися з Московського царства, було запрошено на службу в Лівонію. Тому вже в листопаді 1561 р. король Сигізмунд Август був змушений розіслати повідомлення про вербування на службу «людей служебних козаків» за грошову винагороду. Це був перший урядовий документ, від якого почалась політика регулярного залучення козацтва до державної служби. Незабаром козацькі загони, які стояли в Острі, Любечі, Черкасах, отримали першу, зафіксовану в документах, платню з державного скарбу. Козацькі загони поступово посуваються на північ уздовж литовсько-московського кордону в Білорусі, аж до Вітебська, і навіть у Лівонії. Вони охороняють замки, ведуть розвідку, вчиняють рейди вглиб території противника, насамперед на Сіверщині. Козаки згадуються як постійні учасники литовсько-московського конфлікту і частина збройних сил Великого князівства Литовського.
З 1570 р. Лівонська війна перейшла в довготривалу фазу затишшя, але без постійного миру, оскільки жодна сторона не відмовилася від своїх намірів. Українські козаки, зокрема, брали участь в облозі фортеці Ула. 1581 року вони взяли участь в облозі Пскова. Водночас в обороні Пскова на боці московських військ виступав загін донських козаків на чолі з Миськом Черкаським.

## Виноски
1. 1 2 3 4  Rabe, 1989, с. 306
2. ↑  Dybaś, 2009, с. 193
3. 1 2 3  Bülow, 2003, с. 73
4. ↑  Kreem, 2006, с. 46, 51—53
5. ↑  Шапран, 2009, с. 115.
6. ↑  Frost, 2000, с. 2
7. ↑  Kreem, 2006, с. 50
8. 1 2  Kreem, 2006, с. 51
9. 1 2  Körber, 1998, с. 26
10. ↑  Kreem, 2006, с. 46
11. 1 2  Frost, 2000, с. 3
12. 1 2 3  Frost, 2000, с. 5
13. 1 2  Frost, 2000, с. 6
14. ↑  Frost, 2000, с. 4
15. 1 2 3  Frost, 2000, с. 7
16. 1 2 3 4 5  Bain, 1971, с. 84
17. ↑  Frost, 2000, с. 10
18. 1 2 3 4 5  De Madariaga, 2006, с. 124
19. ↑  Шапран, 2009, с. 116-119.
20. ↑  Cynarski, 2007, с. 203—204
21. 1 2  Hartmann, 2005, с. XIII
22. ↑  Cynarski, 2007, с. 204
23. 1 2 3 4  Hartmann, 2005, с. XIV
24. 1 2  Hartmann, 2005, с. XV
25. ↑  De Madariaga, 2006, с. 127
26. ↑  Cynarski, 2007, с. 205
27. 1 2  Stevens, 2007, с. 85
28. ↑  Frost, 2000, с. 50
29. ↑  Oakley, 1993, с. 26 (online [Архівовано 23 лютого 2014 у Wayback Machine.])
30. ↑  Шапран, 2009, с. 168-170.
31. ↑  De Madariaga, 2006, с. 128
32. 1 2 3 4 5 6  Frost, 2000, с. 25
33. ↑  De Madariaga, 2006, с. 129
34. 1 2  De Madariaga, 2006, с. 130
35. ↑  Cynarski, 2007, с. 207
36. ↑  Bain, 1971, с. 117
37. ↑  Bain, 2006, с. 118 (online [Архівовано 23 лютого 2014 у Wayback Machine.])
38. ↑  Tuchtenhagen, 2005, с. 36
39. ↑  Kahle, 1984, с. 17
40. ↑  Frost, 2000, с. 25—26
41. 1 2 3 4 5 6 7 8 9 10  Frost, 2000, с. 26
42. ↑  Pauker, 1854, с. 289
43. ↑  Bain, 2006, с. 56
44. ↑  Eriksson, 2007, с. 45—46
45. 1 2  Elliott, 2000, с. 14 (online [Архівовано 28 лютого 2014 у Wayback Machine.])
46. ↑  Oakley, 1993, с. 27 (online [Архівовано 28 лютого 2014 у Wayback Machine.])
47. ↑  Roberts, 1968, с. 209 (online [Архівовано 28 лютого 2014 у Wayback Machine.])
48. 1 2  Oakley, 1993, с. 24 (online)
49. ↑  Frost, 2000, с. 77
50. ↑  Frost, 2000, с. 30ff
51. ↑  Hübner, 1998, с. 317—318
52. ↑  Hübner, 1998, с. 318
53. ↑  Frost, 2000, с. 26—27
54. ↑  Bain, 1971, с. 123
55. 1 2  De Madariaga, 2006, с. 195
56. 1 2 3 4  De Madariaga, 2006, с. 196
57. ↑  De Madariaga, 2006, с. 202 (online [Архівовано 24 лютого 2021 у Wayback Machine.])
58. ↑  Dybaś, 2006, с. 109
59. 1 2 3 4  De Madariaga, 2006, с. 262
60. ↑  Stone, 2001, с. 119 (online)
61. ↑  Bain, 1971, с. 90—91
62. ↑  De Madariaga, 2006, с. 192 (online [Архівовано 28 лютого 2021 у Wayback Machine.])
63. 1 2 3 4  Frost, 2000, с. 27
64. ↑  Roberts, 1968, с. 255 (online [Архівовано 28 лютого 2021 у Wayback Machine.])
65. 1 2 3  De Madariaga, 2006, с. 261
66. ↑  De Madariaga, 2006, с. 271
67. ↑  De Madariaga, 2006, с. 272
68. 1 2  Frost, 2000, с. 29—37
69. 1 2  Frost, 2000, с. 76
70. ↑  Frost, 2000, с. 44, 51
71. ↑  Frost, 2000, с. 36
72. 1 2  Nordstrom, 2000, с. 36
73. ↑  Peterson, 2007, с. 90 (online)
74. 1 2 3 4  De Madariaga, 2006, с. 264
75. 1 2 3 4  Peterson, 2007, с. 91 (online [Архівовано 23 лютого 2014 у Wayback Machine.])
76. ↑  Black, 1996, с. 59
77. 1 2 3 4  Roberts, 1968, с. 258 (online [Архівовано 23 лютого 2014 у Wayback Machine.])
78. ↑  Fischer, 1907, с. 63
79. ↑  Frost, 2000, с. 51
80. 1 2 3 4  Peterson, 2007, с. 92—93
81. ↑  De Madariaga, 2006, с. 277—278
82. ↑  Peterson, 2007, с. 93
83. ↑  Roberts, 1968, с. 258—259 (online [Архівовано 23 лютого 2014 у Wayback Machine.])
84. ↑  Oakley, 1993, с. 37
85. ↑  История Донского казачества [Архівовано 18 вересня 2017 у Wayback Machine.]: учебник / под ред. Венкова А. В. — Ростов-на-Дону: Издательство Южного федерального университета, 2008. — С. 24
86. ↑  История Донского казачества: учебник / под ред. Венкова А. В. — Ростов-на-Дону: Издательство Южного федерального университета, 2008. — С. 38.
87. ↑  История Донского казачества: учебник / под ред. Венкова А. В. — Ростов-на-Дону: Издательство Южного федерального университета, 2008. — С. 25.
88. ↑  Евграф Савельев. История казачества с древнейших времен до конца XVIII века. Историческое исследование в трех частях. Часть ІІ. Розыскание о начале русского казачества [Архівовано 10 травня 2012 у Wayback Machine.] — С. 249—250.

### Першоджерела
- Руссов, Б. Хроника провинции Ливония [Архівовано 23 лютого 2014 у Wayback Machine.] // Сборник материалов и статей по истории Прибалтийского края. — Том II. — 1879.
- Полное собрание русских летописей (ПСРЛ) / репринт 1904. — Москва: Наука, 1965. — T. 13.
- Курбский, А. М. История о великом князе Московском [Архівовано 23 лютого 2014 у Wayback Machine.] // Составление, вступительная статья, комментарии Н. М. Золотухиной. — УРАО, 2001.
- Гейденштейн, Р. Записки о Московской войне. (1578—1582) / Пер. с лат. — Санкт-Петербург: Археографическая комиссия, 1889

#### Англійською
- Bain, Robert Nisbet (2006) [1905], Scandinavia: a Political History of Denmark, Norway and Sweden from 1513 to 1900, Boston: Adamant Media Corp., ISBN 0-543-93899-9, архів оригіналу за 23 лютого 2014, процитовано 17 лютого 2014
- Bain, Robert Nisbet (1971) [1908], Slavonic Europe, Cambridge historical, Cambridge: Cambridge University Press, архів оригіналу за 23 лютого 2014, процитовано 17 лютого 2014
- Black, Jeremy (1996), Warfare. Renaissance to revolution, 1492–1792, Cambridge Illustrated Atlases, т. II, Cambridge: Cambridge University Press, ISBN 0-521-47033-1
- Cynarski, Stanisław (2007), Žygimantas Augustas (Lithuanian) , Vilnius: Versus aureus, ISBN 978-9955-699-59-0 (лит.)
- Elliott, John Huxtable (2000), Europe divided, 1559–1598, Blackwell classic histories of Europe (вид. 2nd), Hoboken, New Jersey: Wiley-Blackwell, ISBN 978-0-631-21780-0, архів оригіналу за 23 лютого 2014, процитовано 17 лютого 2014
- Eriksson, Bo (2007), Lützen 1632 (Swedish) , Stockholm: Norstedts Pocket, ISBN 978-91-7263-790-0 (швед.)
- Fischer, Ernst Ludwig aka Thomas A. Fischer (pseud.); Kirkpatrick, John (1907), The Scots in Sweden; being a contribution towards the history of the Scot abroad, Edinburgh: O. Schulze & Co., OCLC 4730173, архів оригіналу за 23 лютого 2014, процитовано 17 лютого 2014
- Frost, Robert I. (2000), The Northern Wars: War, State, and Society in Northeastern Europe, 1558–1721, Modern wars in perspective, Upper Saddle River, New Jersey: Pearson Education, ISBN 0-582-06429-5
- De Madariaga, Isabel (2006), Ivan the Terrible, New Haven, Connecticut: Yale University Press, ISBN 978-0-300-11973-2, архів оригіналу за 26 лютого 2021, процитовано 17 лютого 2014
- Nordstrom, Byron J. (2000), Scandinavia Since 1500, Minneapolis: University of Minnesota Press, ISBN 978-0-8166-2098-2
- Oakley, Steward (1993), War and peace in the Baltic, 1560–1790, War in Context, Abingdon, New York: Routledge, ISBN 0-415-02472-2, архів оригіналу за 23 лютого 2014, процитовано 17 лютого 2014
- Peterson, Gary Dean (2007), Warrior kings of Sweden. The rise of an empire in the sixteenth and seventeenth centuries, Jefferson, North Carolina: McFarland, ISBN 0-7864-2873-2, архів оригіналу за 23 лютого 2014, процитовано 17 лютого 2014

- Roberts, Michael (1968), The Early Vasas: A History of Sweden, 1523–1611, Cambridge: Cambridge University Press, ISBN 1-00-129698-2, архів оригіналу за 24 лютого 2021, процитовано 17 лютого 2014
- Solovyov, Sergey (1791), History of Russia from the Earliest Times (Russian) , т. VI, New York: MintRight Inc, ISBN 5-17-002142-9, архів оригіналу за 23 лютого 2014, процитовано 17 лютого 2014 (рос.)
- Stevens, Carol Belkin (2007), Russia's wars of emergence, 1460–1730, Modern wars in perspective, Upper Saddle River, New Jersey: Pearson Education, ISBN 978-0-582-21891-8, архів оригіналу за 24 лютого 2021, процитовано 17 лютого 2014
- Stone, Daniel (2001), The Polish-Lithuanian state, 1386–1795, History of East Central Europe, т. 4, Seattle: University of Washington Press, ISBN 0-295-98093-1, архів оригіналу за 24 лютого 2021, процитовано 17 лютого 2014
- Wernham, Richard Bruce (1968), The new Cambridge modern history: The Counter-Reformation and price revolution, 1559–1610, Cambridge: Cambridge University Press Archive, ISBN 0-521-04543-6

#### Німецькою
- Bülow, Werner (2003), Als die Bayern Bonn eroberten. Aus der Erlebniswelt einer Generation im Europa des 16. Jahrhunderts (German) , Munich: Herbert Utz Verlag, ISBN 3-8316-0244-1 (нім.)
- Dybaś, Bogusław (2006), Livland und Polen-Litauen nach dem Frieden von Oliva (1660), у Willoweit, Dietmar; Lemberg, Hans (ред.), Reiche und Territorien in Ostmitteleuropa. Historische Beziehungen und politische Herrschaftslegitimation, Völker, Staaten und Kulturen in Ostmitteleuropa (German) , т. 2, Munich: Oldenbourg Wissenschaftsverlag, ISBN 3-486-57839-1 (нім.)
- Dybaś, Bogusław (2009), Zwischen Warschau und Dünaburg. Die adligen Würdenträger in den livländischen Gebieten der Polnisch-Litauischen Republik, у North, Michael (ред.), Kultureller Austausch: Bilanz und Perspektiven der Frühneuzeitforschung (German) , Köln/Weimar: Böhlau, ISBN 3-412-20333-5 (нім.)
- Hartmann, Stefan (2005), Herzog Albrecht von Preussen und Livland (1551–1557). Regesten aus dem Herzoglichen Briefarchiv und den Ostpreußischen Folianten (German) , Köln/Weimar: Böhlau, ISBN 3-412-12505-9 (нім.)
- Hübner, Eckhard (1998), Zwischen alle Fronten: Magnus von Holstein als König von Livland, у Hübner, Eckhard; Klug, Ekkehard; Kusber, Jan (ред.), Zwischen Christianisierung und Europäisierung. Beiträge zur Geschichte Osteuropas in Mittelalter und früher Neuzeit. Festschrift für Peter Nitsche zum 65. Geburtstag, Quellen und Studien zur Geschichte des östlichen Europa (German) , т. 51, Stuttgart: Steiner, с. 313—334, ISBN 3-515-07266-7
- Kahle, Wilhelm (1984), Die Bedeutung der Confessio Augustana für die Kirche im Osten, у Hauptmann, Peter (ред.), Studien zur osteuropäischen Kirchengeschichte und Kirchenkunde, Kirche im Osten (German) , т. 27, Göttingen: Vandenhoeck & Ruprecht, ISBN 3-525-56382-5 (нім.)
- Kreem, Juhan (2006), Der Deutsche Orden und die Reformation in Livland, у Mol, Johannes A.; Militzer, Klaus; Nicholson, Helen J. (ред.), The military orders and the Reformation. Choices, state building, and the weight of tradition (German) , Hilversum: Uitgeverij Verloren, ISBN 90-6550-913-5 (нім.)
- Körber, Esther-Beate (1998), Öffentlichkeiten der frühen Neuzeit. Teilnehmer, Formen, Institutionen und Entscheidungen öffentlicher Kommunikation im Herzogtum Preussen von 1525 bis 1618 (German) , Berlin: de Gruyter, ISBN 3-11-015600-8 (нім.)
- Pauker, C. J. U. (1854), Der Ordens-Voigt, nachher Königl. dänischer Statthalter zu Sonneburg, Heinrich von Ludinghausen gen. Wolffund dessen Ansprüche an Sonneburg und dessen Gebiet, у Bunge, F. G. v.; Pauker, C. J. U. (ред.), Archiv für die Geschichte Liv-, Ehst- und Curlands (German) , т. 7.3, Reval: Lindsfors Erben
- Rabe, Horst (1989), Reich und Glaubensspaltung. Deutschland 1500–1600, Neue deutsche Geschichte (German) , т. 4, Munich: C.H.Beck, ISBN 3-406-30816-3 (нім.)
- Steinke, Dimitri (2009), Die Zivilrechtsordnungen des Baltikums unter dem Einfluss ausländischer, insbesondere deutscher Rechtsquellen, Osnabrücker Schriften zur Rechtsgeschichte (German) , т. 16, Göttingen: Vandenhoeck & Ruprecht, ISBN 3-89971-573-X (нім.)
- Tuchtenhagen, Ralph (2005), Geschichte der baltischen Länder, Beck'sche Reihe (German) , т. 2355, Munich: C.H.Beck, ISBN 3-406-50855-3 (нім.)
- Rasmussen K. Die Livändische Krise 1554—1561. — Kobenhavn, 1973.
- Tiberg E. Zur Vergeschichte des Livändischen Krieges: Die Beriehungen zwischen Moskau und litanen 1549—1562. — Uppsala, 1984.

#### Російською
- Форстен, Г. В. Балтийский вопрос в XVI—XVII столетиях // Записки историко-филологического факультета Императорского Санкт-Петербургского университета. — Т. 1. — Санкт-Петербург: Типография В. С. Балашева и К, 1893.
- Новодворский В. Борьба за Ливонию между Москвою и Речью Посполитою (1570—1582). — Санкт-Петербург, 1904.
- Виппер, Р. Ю. Иван Грозный [Архівовано 7 грудня 2013 у Wayback Machine.]. — Москва-Ленинград: АН СССР, 1944.
- Королюк, В. Д. Ливонская война. — Москва: АН СССР, 1954.
- Чернов, А. В. Вооружённые силы Русского Государства в XV—XVII вв [Архівовано 28 грудня 2013 у Wayback Machine.]. — Москва: Воениздат, 1954.
- Волков, В. А. Войны и войска Московского государства. — Москва: Эксмо, 2004
- Скрынников, Р. Г. Иван Грозный [Архівовано 5 грудня 2013 у Wayback Machine.]. — Москва: АСТ, 2006
- История военного дела: исследования и источники. — 2012. — Специальный выпуск. I. Русская армия в эпоху царя Ивана IV Грозного: [Архівовано 9 лютого 2014 у Wayback Machine.] материалы научной дискуссии к 455-летию начала Ливонской войны. — Ч. I. Статьи.
- Шапран А. А. Ливонская война. 1558—1583. — Екатеринбург: Сократ, 2009. — 528 с.

#### Білоруською
- Янушкевіч А. М. Вялікае Княства Літоўскае і Інфлянцкая вайна 1558—1570 гг.: манаграфія. — Мінск: Медисонт, 2007. — 356 с.

#### Українською
- Русина, О. В. Лівонська війна 1558—1583 [Архівовано 15 липня 2020 у Wayback Machine.] // Енциклопедія історії України. — Київ: Наукова думка, 2009. — Т. 6. — С. 202—203.
- Сікора, Р.. З історії польських крилатих гусарів. — Київ: Дух і літера, 2012. ISBN 978-966-378-260-7
- Брехуненко В. Експансія Московської держави на українські землі у XV—XVI ст.: Війна 1558—1583 рр. // Брехуненко В., Ковальчук В., Ковальчук М., Корнієнко В. «Братня» навала. Війни Росії проти України ХІІ—ХХІ ст. / За заг. ред. В. Брехуненка. НАН України. Інститут української археографії та джерелознавства ім. М. С. Грушевського. — К., 2016. — С. 48—56. — 248 с. — ISBN 978-966-02-7743-4.